# Wayne Brady
Pour les articles homonymes, voir Brady.
Wayne Alphonso Brady est un acteur, producteur, scénariste et chanteur américain né le 2 juin 1972 à Columbus, Géorgie (États-Unis).

## Biographie
Wayne Brady grandit à Orlando en Floride.

## Actualité
Brady présente la nouvelle version du jeu télévisé Let's Make a Deal sur CBS depuis octobre 2009.
Il a été le Guest Host de WWE RAW le 3 mai 2010 où il s'est pris un RKO de Randy Orton.
En 2019, il remporte la seconde saison de The Masked Singer déguisé en renard.
En 2021, il fait un live avec Marc Rebillet vu par plus d'un million d'internautes dans le monde.

## Filmographie

### Comme acteur
- 1994 : On Promised Land (TV) : Eli James
- 1997 : Safety Smart (vidéo) : Bill
- 1998 - aujourd'hui : Whose Line Is It Anyway? (série télévisée) : Lui-même
- 1998 : Vinyl Justice (série télévisée) : Officer Brady
- 1999 : Le Drew Carey Show (série télévisée) : Lui-même
- 2000 : Geppetto (en) (TV) : The Magician
- 2001 : The Wayne Brady Show (série télévisée) : Divers
- 2002 : The Wayne Brady Show (série télévisée) : Animateur
- 2003 : The Electric Piper (TV) : Sly, The Electric Piper (voix)
- 2003 : The 30th Annual Daytime Emmy Awards (TV) : Animateur
- 2004 : Clifford's Really Big Movie : Shackelford (voix)
- 2004 : Going to the Mat (TV) : Mason Wyatt
- 2005-2014 : How I Met Your Mother (TV) : James Stinson
- 2005 : Tout le monde déteste Chris : L'oncle de Chris
- 2005 : I Do, They Don't (TV)
- 2005 : Roll Bounce : D.J. Johnny Feelgood
- 2005 : Stargate SG-1 (TV) Saison 8 - Épisode 13 : Trelak
- 2005 : Stuart Little 3 : En route pour l'aventure : Reeko
- 2007 : 30 Rock (série télévisée) : Steven Black
- 2011 : Drew Carey's Improv-A-Ganza (en) (série télévisée) : Lui-même
- 2012 : Trust Us with Your Life (en) (série télévisée) : Lui-même
- 2012 : Foodfight! : Daredevil Dan (voix)
- 2012 : Psych : Enquêteur malgré lui : Hilton Fox, le présentateur
- 2013 : Baby Daddy : Chase, présentateur TV
- 2018-2019: The Bold And The Beautiful (série télévisée) : Docteur Reese Buckingham
- 2019: The Masked Singer : Candidat, vainqueur (Renard)
- 2021 : The Good Fight : Del Cooper (saison 5 épisode 4)
- 2022 : American Gigolo : Lorenzo

### Comme producteur
- 2001 : The Wayne Brady Show (série télévisée)